# 小井義和
小井 義和（こい よしかず）は、日本の空手家。富山県出身。極真空手七段。剣道四段（大学在学時に取得）。京都産業大学卒業。
富山県内にて一般社団法人極真会館（全日本極真連合会）小井道場の師範として道場生を指導している。

## 来歴
富山県射水市（旧射水郡小杉町）生まれ。
大学在学中に川畑幸一が率いる極真会館京都支部に入門する。
1985年、入門から1年半で第17回全日本空手道選手権大会に初出場、8位に入賞する。
1986年、第18回全日本空手道選手権大会では4位に入賞。
1987年、第4回全世界空手道選手権大会に日本代表として出場（ベスト16）。
1988年、第20回全日本空手道選手権大会では3回戦で石井豊と対戦し、試合開始8秒、左上段回し蹴りを喰らい一本負け。
1990年、第22回全日本空手道選手権大会では3回戦で外舘慎一と対戦し、延長2回の末、判定負け。
1994年、第26回全日本空手道選手権大会では2回戦で七戸康博と対戦し、判定負け。
2010年2月、一般社団法人 国際空手道連盟 極真会館（全日本極真連合会）理事長に就任。
2014年3月、理事長を退任。同年11月の公認高段審査会にて技術課題及び連続70人組手を完遂し、七段位を認可される。

## 主な大会成績
- 1985年 第17回全日本空手道選手権大会 8位
- 1986年 第18回全日本空手道選手権大会 4位
- 1987年 第4回全世界空手道選手権大会 ベスト16
- 1988年 第20回全日本空手道選手権大会 第3回戦進出
- 1990年 第22回全日本空手道選手権大会 第3回戦進出
- 1994年 第26回全日本空手道選手権大会 第2回戦進出